# Confesor del rey de España
El confesor del rey de España (o confesor de la reina de España, en caso de ser mujer la titular) fue un cargo presente en la corte española, encargado de confesar regularmente al monarca español.

## Historia
Desde el período bajomedieval surge la figura del confesor de monarcas en las monarquías peninsulares.
De forma paralela al fortalecimiento del poder regio, la figura del confesor del rey cobra fuerza tanto por su propio ministerio cerca del soberano, como su eventual influencia en las decisiones políticas de este.
Durante los siglos XVI y XVII la mayoría de los confesores del rey son dominicos. Destacan entre el predominio dominico la figura de fray Luis de Aliaga, confesor de Felipe III,o fray Antonio de Sotomayor, que lo fue de Felipe IV.
Tras la muerte de Carlos II y el advenimiento de la casa de Borbón al trono, se produce el acceso al confesionario del monarca de los jesuitas. Distintos miembros de la Compañía de Jesús será confesores de los reyes Felipe V, Luis I y Fernando VI. En 1755, este último monarca, nombrará su confesor al prelado Manuel Quintano Bonifaz, perteneciente al clero secular.
En la segunda mitad del siglo XVIII destaca la figura de Joaquín de Eleta, franciscano y confesor de Carlos III.
Ya en el siglo XIX la figura del confesor irá reduciendo su ámbito de influencia, destacando sin embargo Félix Amat, confesor de Carlos IV y Cristóbal Bencomo, confesor de Fernando VII.
La última figura especialmente relevante que ocupó el cargo fue Antonio María Claret, nombrado por Isabel II entre 1857 y 1868.

## Descripción
Durante el siglo XVIII el confesor regio era miembro nato de la Junta Real de Obras y Bosques.